# Westkust
Westkust este o arie protejată (arie specială de conservare — SAC, sit de importanță comunitară — SCI, arie de protecție specială avifaunistică — SPA) din Belgia întinsă pe o suprafață de 1.115 ha, integral pe uscat.

## Localizare
Centrul sitului Westkust este situat la coordonatele 51°08′00″N 2°40′00″E / 51.1333°N 2.6667°E.

## Înființare
Situl Westkust a fost declarat arie de protecție specială avifaunistică în octombrie 1988 pentru a proteja 2 specii de animale. Alte tipuri de protecție:
- sit de importanță comunitară (în ianuarie 1900)
- arie specială de conservare (în ianuarie 1900)[1][2]

## Biodiversitate
Situată în ecoregiunea atlantică, aria protejată nu include niciun habitat protejat.
La baza desemnării sitului se află mai multe specii protejate de  păsări (2): ciocârlie de pădure (Lullula arborea), gușă albastră (Luscinia svecica).